# ファビオ・アル
ファビオ・アル (Fabio Aru,1990年7月3日 - )は、イタリア、サン・ガヴィーノ・モンレアーレ出身の自転車競技（ロードレース）選手。「アルー」「アール」と表記されることもある。

## 経歴
出典:
- ファビオ・アル - サイクリングアーカイヴス（英語）

2013年
- ジロ・デル・トレンティーノ 総合4位
  - ヤングライダー賞
- トレ・ヴァッリ・ヴァレジーネ 7位
- オーストリア一周 総合8位

2014年
- ジロ・デ・イタリア 総合3位
  - 区間1勝（第15）
- ジロ・デル・トレンティーノ 総合7位
- ブエルタ・ア・エスパーニャ 総合5位
  - 区間2勝（第11、18）

2015年
- ジロ・デ・イタリア 総合2位
  -  新人賞
  - 区間2勝（第19、20）
- ブエルタ・ア・エスパーニャ  総合優勝

2017年
- イタリア選手権　優勝（ロードレース）
- ツール・ド・フランス　総合5位、区間優勝（第5ステージ）
- ブエルタ・ア・エスパーニャ　総合13位

2021年
- セルヒオ・エナオと共にチーム・クベカ・ネクストハッシュに移籍
- 9月5日　ブエルタ・ア・エスパーニャ2021を最後のレースとして現役引退

### グランツールの総合成績
| グランツール | 2013 | 2014 | 2015 | 2016 | 2017 |
| ------------ | ---- | ---- | ---- | ---- | ---- |
| ジロ         | 42   | 3    | 2    | -    | -    |
| ツール       | -    | -    | -    | 13   | 5    |
| ブエルタ     | -    | 5    | 1    | -    | 13   |